# Mojetunroavvi
Mojetunroavvi är en kulle i Finland.   Den ligger i den ekonomiska regionen Norra Lappland och landskapet Lappland, i den norra delen av landet, 1 000 km norr om huvudstaden Helsingfors. Toppen på Mojetunroavvi är 361 meter över havet.
Terrängen runt Mojetunroavvi är huvudsakligen platt, men söderut är den kuperad.  Trakten runt Mojetunroavvi är nära nog obefolkad, med mindre än två invånare per kvadratkilometer. Det finns inga samhällen i närheten. Omgivningarna runt Mojetunroavvi är i huvudsak ett öppet busklandskap.